# Campo Maior (Portugal)
Pour les articles homonymes, voir Campo Maior.
Campo Maior est une municipalité (en portugais : concelho ou município) du Portugal, située dans le district de Portalegre et la région de l'Alentejo.

## Géographie
Campo Maior est limitrophe :
- au nord et à l'est, de l'Espagne,
- au sud, de Elvas,
- à l'ouest, de Arronches.

## Subdivisions
La municipalité de Campo Maior groupe 3 freguesias :
- Nossa Senhora da Expectação
- Nossa Senhora da Graça dos Degolados
- São João Baptista

## Démographie
| 1801  | 1849  | 1900  | 1930  | 1960  | 1981  | 1991  | 2001  | 2004  |
| ----- | ----- | ----- | ----- | ----- | ----- | ----- | ----- | ----- |
| 4 975 | 4 416 | 6 050 | 8 234 | 9 887 | 8 549 | 8 535 | 8 387 | 8 359 |

| 2011  | - | - | - | - | - | - | - | - |
| ----- | - | - | - | - | - | - | - | - |
| 8 456 | - | - | - | - | - | - | - | - |

## Économie
À Campo Maior se trouve le siège de l'entreprise Delta Cafés.

## Patrimoine
- Le château de Campo Maior
- Le château d'Ouguela

## Personnalités liées à la communauté
- Paulo Muacho (1990-), avocat et homme politique, membre fondateur du Partido Livre, est né à Campo Maior.
- Rui Nabeiro (1931-2023), homme politique portugais.